# فریدریش یکم، امپراتور مقدس روم
فریدریش یکم (بارباروسا، به معنیِ ریش-قرمز) (به آلمانی: Friedrich I Barbarossa) در سال ۴ مارس ۱۱۵۲ در فرانکفورت به عنوان شاه آلمان و در ۱۸ ژوئن ۱۱۵۵، توسط پاپ آدریان چهارم به عنوان امپراتور مقدس روم تاجگذاری کرد.
از وقایع مهم دوران او به جنگش با اتحادیه لومباردی، متشکل از دولت‌شهرهای شمال ایتالیا می‌توان اشاره کرد که به عقد قرارداد کنستانتین انجامید. وی به جنگ سوم صلیبی نیز لشکر کشید که قبل از آغاز جنگ در رودخانه‌ای غرق شد. فریدریش نسبت به سن و سالش بسیار پُخته تر نشان می‌داد، مردی سُرخ ریش، خوش سخن، جنگ‌آوری مصمم و رهبری شایسته بود. در رم پاپ را ناگزیر کرد که او را تاجگذاری کند سپس لومباردی را شهر به شهر به تصرف درآورد. سال ۱۱۶۲ میلادی میلان که مقاومت می‌کرد با خاک یکسان شد. وقتی پاپ الکساندر سوم زبان به اعتراض گشود، فریدریش پاپ جدیدی بر روی کار آورد. پادشاه فرانسه به پاپ فراری پناه داد. ایتالیای مستأصل سر به شورش برداشت. فریدریش که با سپاهی طاعون زده در رم بود به سوی شمال عقب نشست. سال ۱۱۷۶ میلادی در لنیانو به دست چریک‌های لومباردی در هم شکست و ناگزیر به تیرول گریخت. برای پرهیز از وضع بدتر، به ونیز رفت و جهت فرمانبرداری رکاب پاپ را به دست گرفت.

## قرارداد یا صلح نامه کنستانتین
قرارداد کنستانتین معاهده‌ای است بین فریدریش و پاپ اوژن سوم و اتحادیه لومباردی که در سال ۱۱۵۳ تنظیم گردید و در اصل شامل دو قرارداد می‌باشد؛ نخستین قرارداد بین پاپ و بارباروسا منعقد گردید و دومین قرارداد مربوط به بارباروسا و نمایندگان اتحادیه لومباردی می‌باشد، از آنجا که بخش مهمی از این قرارداد مربوط به پیمان صلح و متارکه جنگ بین پاپ و امپراتور و اتحادیه لومباردی بود از این قرارداد گاهی با نام صلح کنستانتین یاد می‌شود. از مهم‌ترین بندهای این مفاد به چند نکته می‌توان اشاره داشت.
- جلوگیری از هرگونه اقدام مانوئل یکم برای بازگشت به امپراتوری بیزانس در خاک ایتالیا
- کمک به پاپ برای سرکوب شورش‌های احتمالی در رم علیه وی
- توافق ایجاد امنیت در جهت تاجگذاری امپراتور فریدریش بارباروسا
- پذیرش شرایط انتخاب پاپ بعدی «آدریان چهارم» توسط امپراتور فریدریش بارباروسا
- آزادی انتخابات شوراهای اتحادیه لومباردی و تصویب قوانین مربوط به خودشان
- حفظ و تأیید اتحادیه لومباردی و عدم کوشش جهت براندازی آن توسط امپراتور بارباروسا
- سوگند وفاداری اتحادیه به امپراتور و گسیل کنسول ویژه اتحادیه به دربار امپراتور جهت پایبندی به این سوگند.

## بارباروسا و جنگ‌های صلیبی
در اوایل پائیز ۱۱۸۹ میلادی، پیامی از حلب به صلاح‌الدین ایوبی رسید که خبر می‌داد که فریدریش ریش قرمز با سپاه خود به برابر دروازه‌های قسطنطنیه رسیده‌است، همین که آلمانی‌ها در برابر مرزهای روم شرقی آشکار شدند، ایساک ملقب به فرشته، فرمانده یونانیان روم شرقی و متحد صلاح‌الدین، به ایالاتی که قرار بود آلمانی‌ها از آنجاها بگذرند، نیرو فرستاد، فریدریش بارباروسا در روز ۱۶ اوت ۱۱۸۹ با نخستین مشکل و دردسر آشنا شد، وقتی به «فیلی پولی» در ساحل بلغارستان رسید، دریافت که مردم شهر آنجا را رها کرده و گریخته‌اند، در آنجا پیامی از ایساک دریافت کرد که در آن، ایساک، از به کار بردن عنوان «امپراتور رومیان» برای فریدریش خودداری کرده بود و هشدار داده بود که اجازهٔ عبور از خاک خود را نخواهد داد، فریدریش در روز ۱۶ نوامبر از فرزند خود هاینریش ششم، خواست که بی درنگ یک ناوگان در بندرهای عمدهٔ ایتالیا تشکیل دهد و پاپ را وادارد که فتوا دهد تا علیه یونانیان هم جنگ صلیبی به راه افتد، سپس در ادامهٔ پیشروی خود، شهر ادرنه را غارت کرد و تمام مناطق میان دریای اژه تا دریای سیاه را به تصرف درآورد، چنین بود که ایساک از همه مواضعش کوتاه آمد، و حتی پیشنهادهایی برای آسودگی و تهیه آذوقه سپاه بارباروسا در جهت رسیدن به سرزمین‌های مقدس هم داد، به این ترتیب فریدریش پس از مستقر شدن، خواستار کمک‌های جنگی سنگین و آذوقه و علیق فراوان برای سپاه خود شد، دربار و دستگاه خود را در ادرنه مستقر کرد، قشلاق‌های آنجا را به سپاهیان خود تخصیص داد و پس از ارضای این توقعات، ظاهراً اندکی خشنودی پیدا کرد، در این احوال ایساک فرشته، کسی را که امیدوار بود بعدها بفریبد و از پای درآورد، ناز و نوازش می‌کرد و تملقش را می‌گفت، فریدریش پس از آنکه زمستان را با کمال آسودگی در ناز و نعمت گذراند، سرانجام در فاصله روزهای ۲۱ تا ۳۰ مارس ۱۱۹۰ با سپاه خود وارد خاک آسیای صغیر شد، اُریب وار از آناتولی در غرب و موزا در شمال غربی قلمرو روم شرقی گذشت و در سارد، پایتخت لیدی توقف کرد و به این ترتیب به منطقه واقع در غرب حما رسید که دورترین نقطه مرز جنوبی روم شرقی را تشکیل می‌داد

## در قلمرو سلجوقیان روم
پیشروی فریدریش بارباروسا برای صلاح‌الدین ایوبی از آن جهت نگران‌کننده بود که مسلمانان تمام نفرات و تجهیزات را در برابر عکا متمرکز کرده و مستقر شده بودند یا در حال حرکت به سوی آنجا بودند و در نتیجه مرزهای شمالی از وجود سپاهیان مدافع و بازدارنده خالی بودند، صلاح‌الدین با نگرانی به جانب سمت شمالی حلب که کلید شمال سوریه بود، می‌نگریست.
در عین حال پیشروی آلمانی‌ها در آسیای صغیر هر روز با مشکلات و موانع تازه روبرو می‌شد، میان قلیچ ارسلان، سلطان سلجوقی و صلاح‌الدین، سلطان ایوبیان، رقابت و دشمنی وجود داشت و لذا فریدریش تصور کرد که قلیچ ارسلان می‌تواند متحد مطمئنی برایش باشد، اما هر اندازه که در خاک سلجوقیان روم بیشتر پیشروی می‌کرد، به همان اندازه با دشمنیِ رو به افزایش آنان روبرو می‌شد،

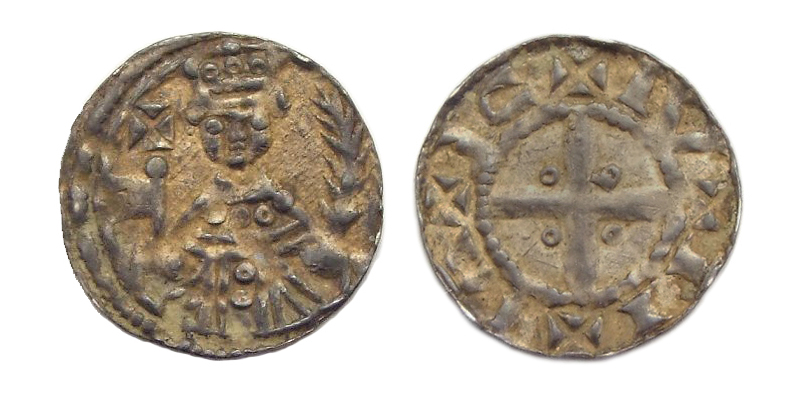
سکه‌های پِنی بارباروسا که از سال ۱۱۵۲ تا ۱۱۹۰ ضرب می‌شد

قلیچ ارسلان از گذرگاه‌ها حفاظت می‌کرد و مانع عبور آلمانی از راه‌های مناسب می‌شد و همه چیز را در سر راهشان نابود می‌کرد تا از جهت آذوقه و علیق به زحمت بیفتند، حتی قطب الدین ملکشاه دوم، فرزند ارشد قلیچ ارسلان در برابر قونیه، به مبارزه با فریدریش دست زد هر چند به علت شمار فراوان سپاهیان فریدریش از آنان شکست خورد، بعد از این جنگ دروازه‌های قونیه به روی ارتش فریدریش باز شد و توانستند پس از عبور پُر دردسر از آسیای صغیر، چند روزی را به استراحت بپردازند، پس از پنج روز استراحت و تمدید نیرو و سازماندهی سپاه امپراتور مقدس آماده می‌شد تا به سوی دشت‌های سوریه سرازیر شود.
فریدریش در روز ۳۰ می‌در نزدیکی لارنده از رشته کوه‌های توروس گذشت و به سوی مرز ترکیه و ارمنستان پیشروی کرد، از آنجا از راه ایالت ایسوری شرقی که در آن روزگار ارمنی نشین بود تا بندر سلوکیه که تقریباً در برابر خاک انطاکیه واقع است سرازیر شد، از راتیسزل در کنار رود دانوب تا سلوکیه در شمال مدیترانه، فریدریش بارباروسا به همراه دست کم یکصد هزار مرد که بیشترشان پیاده بودند، نزدیک به دو هزار و پانصد کیلومتر راه طی کرده بودند، در طول مسیر نزدیک به شصت هزار آلمانی مرده بودند و بدین ترتیب از لشکر عظیم امپراتور مقدس، فریدریش، به تقریب چهل هزار نفر بیشتر نمانده بود، در عین حال هنوز هم به حد کافی پر شمار بودند که خبر ظهورشان در سواحل انطاکیه، صلاح‌الدین را دچار نگرانی کند

## مرگ امپراتور مقدس روم
بارباروسا پیش از آن که به همراه سپاهیان خود به سوی ادرنه و انطاکیه برود در کنارهٔ رود سِلِف اتراق کرد. گفته می‌شود از آنجایی که راه درازی را پیموده و عرق کرده بود برای شستشو در آب رفت ولی با شیرجه در آب غرق شد.

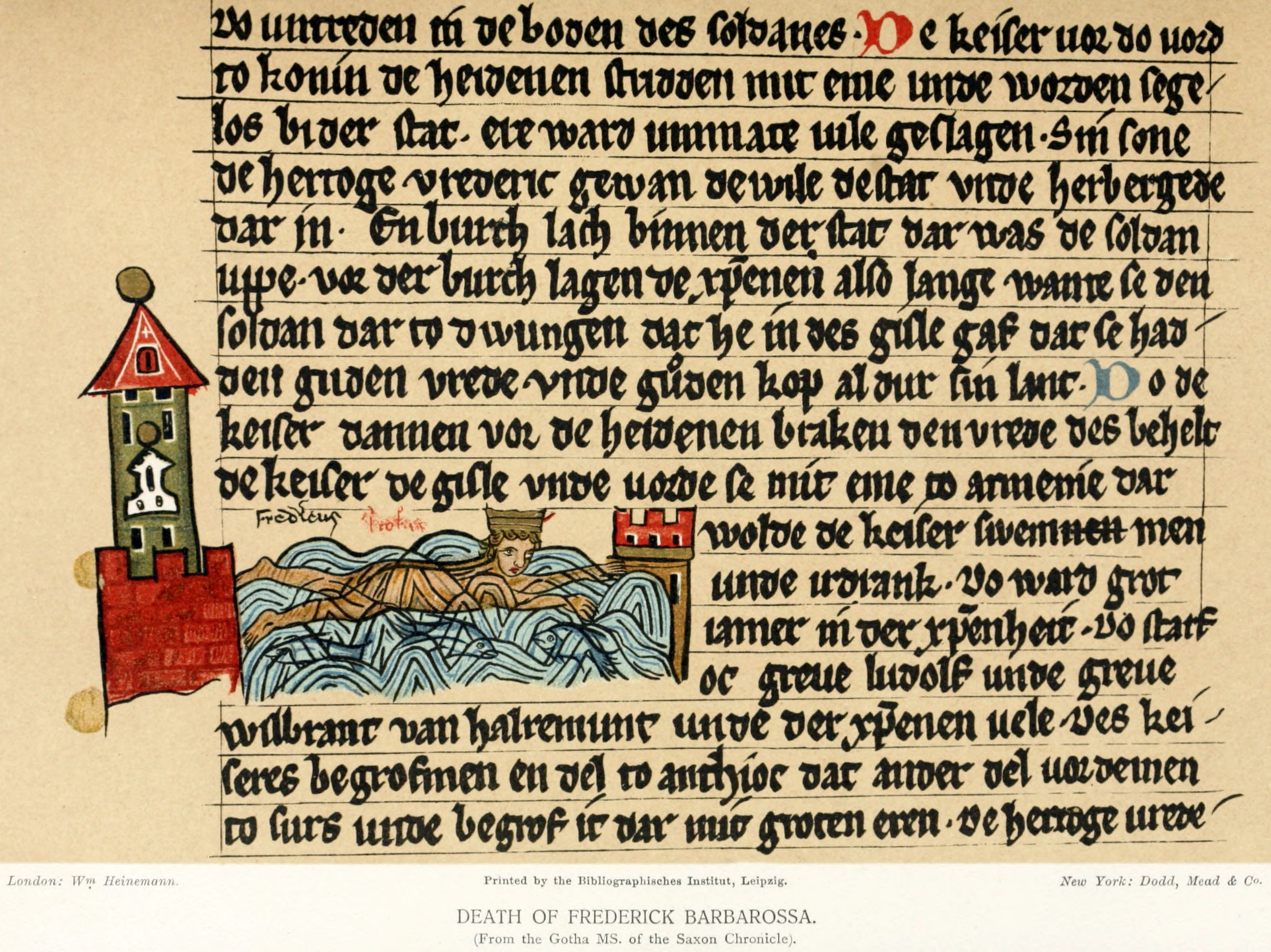
نگارهٔ گوتیک از صحنه غرق امپراتور مقدس روم

خبر مرگ او که در هفتاد سالگی در راس یک سپاه عظیم برای فتح سرزمین‌های مقدس به راه افتاده بود، ممالک اسلامی و صلاح‌الدین را شاد کرد. عزالدین بن اثیر بازتاب این واقعه را نقل کرده‌است:
اگر خدا، با میراندن پادشاه آلمانی‌ها، آن هم درست در لحظه‌ای که می‌رفت تا از مرزهای سوریه بگذرد، مشّیت و محبت خود را نسبت به مسلمانان نشان نداده بود، امروز باید می‌نوشتیم که سوریه و مصر سابق بر این به جهان اسلام تعلق می‌داشتند
پس از مرگ فریدریش ریش قرمز، فریدریش دوک سوئبی‌ها فرزندش جای او را در فرماندهی سپاه گرفت اما دیگر مُحرک اصلیِ جنگ صلیبی در آن جا نبود تا با رفتار خود سرمشق دیگران قرار گیرد و آلمانی‌ها در حقیقت به خاطر این راه پیمائی‌ها و لشکرکشی‌های توان فرسا خسته و دلسرد شده و روحیه خود را از دست داده بودند و چون از قید و بند نظم و انضباط خِدشه ناپذیر فریدریش رهائی یافته بودند دیگر با آن غرور و سرافرازی سابق از دستورهای مافوق خود اطاعت نمی‌کردند